# Panthera pardus orientalis

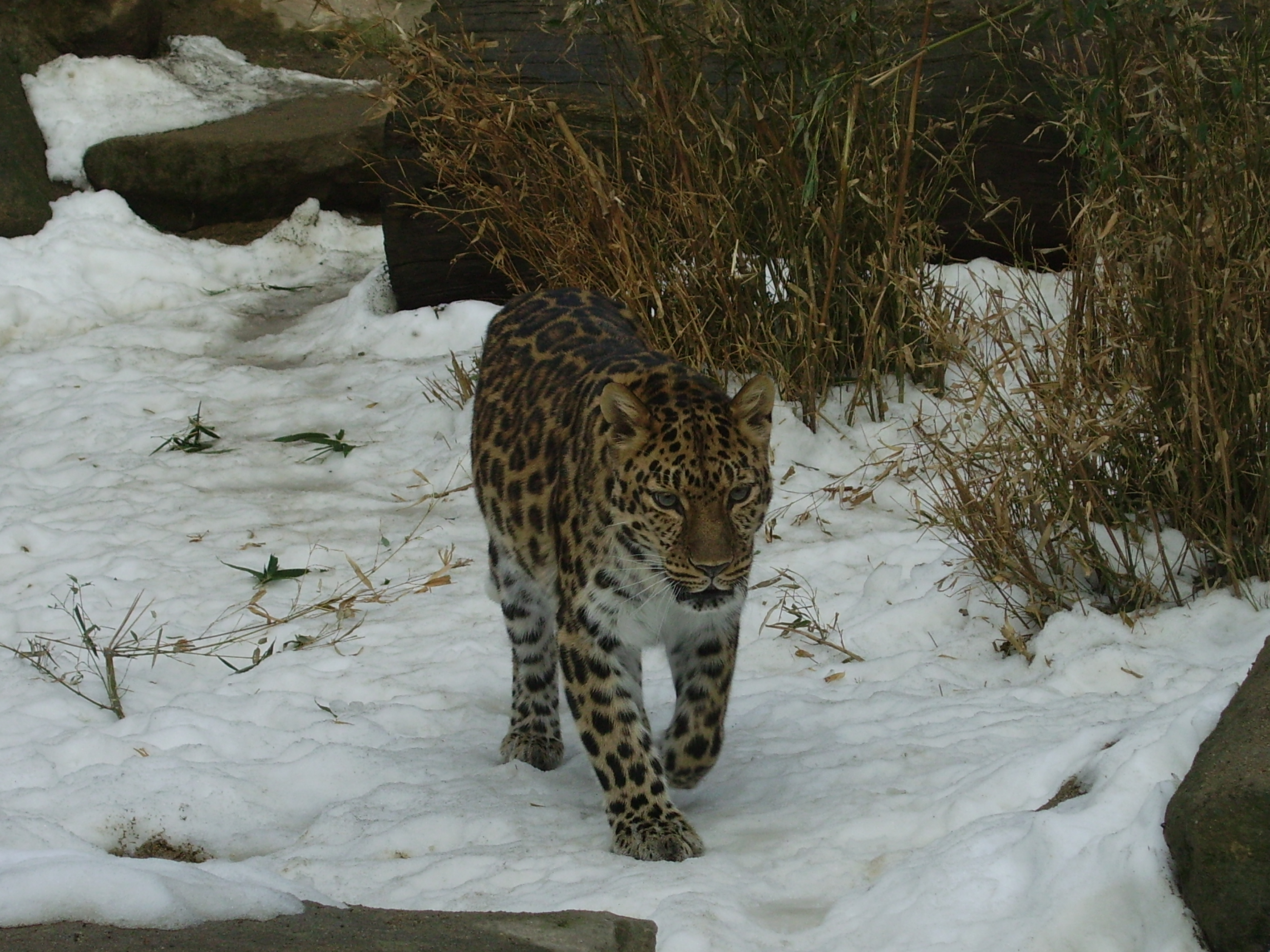
Leopardo del Amur en el zoo de Olomouc, República Checa.

El Leopardo del Amur (Panthera pardus orientalis) es una subespecie de leopardo, está clasificado como especie en peligro crítico por la Unión Internacional para la Conservación de la Naturaleza (UICN). Entre sus principales amenazas se encuentran la caza furtiva, la pérdida de hábitat provocada por la deforestación y la fragmentación de su territorio. Para proteger a esta especie, se han puesto en marcha diversos programas de conservación y monitoreo en Rusia y China. Estas iniciativas incluyen patrullajes en áreas protegidas, censos poblacionales y proyectos de reproducción en cautiverio, con el objetivo de preservar y recuperar sus poblaciones silvestres. 
Hasta 2015 se estimaba que alrededor de 90 individuos sobrevivían en el área descrita. Los estudios con cámaras trampa realizados entre 2014 y 2015 revelaron la presencia de 92 ejemplares en una gran área transfronteriza de 8.398 km2 dentro del mismo territorio. En 2019 se informó que la población permanecía estable en un número similar al periodo anterior. En 2021, se reportó un incremento en su población, estimada en alrededor de 110 individuos, posiblemente con la inclusión de ejemplares que no habían sido contabilizados previamente. A partir de 2023 se llegó a la conclusión de que la población comprendía entre 128 y 130 individuos, entre ejemplares jóvenes y adultos.
Los resultados de una investigación genética sobre esta subespecie indican que el leopardo de Amur es genéticamente cercano a los leopardos del norte de China y Corea, lo que sugiere que la población de leopardos en esta región se fragmentó en épocas tan recientes como a principios del siglo XX. El leopardo del norte de China había sido reconocido hace unas décadas como una subespecie distinta (P. p. japonensis) de la del Amur, pero esa decisión fue reconsiderada y, por lo tanto, esta subespecie fue reincorporada bajo la categoría del leopardo del Amur en 2017.

## Nomenclatura biológica y etimología
Los nombres de «leopardo de la Tierra de Amur» y «leopardo de Amur» fueron acuñados por Pocock en 1930, cuando comparó pieles de especímenes de leopardo en la colección del Museo de Historia Natural de Londres. En particular, Pocock nombró a una piel proveniente de la bahía de Amur como «leopardo de Amur». Desde al menos 1985, este nombre se ha utilizado para la subespecie de leopardo del este de Siberia, y para la población cautiva de esta subespecie en zoológicos de todo el mundo. 
El leopardo de Amur también es conocido como el «leopardo siberiano» y como el «leopardo del Lejano Oriente».

## Historia taxonómica
En 1857, Hermann Schlegel describió una piel de leopardo de Corea bajo el nombre científico de Felis orientalis. Desde entonces, varios naturalistas y conservadores de museos de historia natural han descrito especímenes zoológicos de leopardos del Lejano Oriente ruso y de China:
• Leopardus japonensis, descrito y propuesto en 1862 por John Edward Gray, era una piel de leopardo curtida recibida por el Museo Británico.
• Leopardus chinensis, propuesto por Gray en 1867, era un cráneo de leopardo de las montañas al noroeste de Pekín.
• Felis fontanierii, propuesto por Alphonse Milne-Edwards en 1867 era una piel de leopardo procedente de las cercanías de Pekín.
• Felis ingrami era una piel de leopardo de Kweichow, en el centro de China, y Felis villosa una piel de leopardo de la bahaí de Amur, ambas propuestas por J. Lewis Bonhote, en 1903.
• Felis grayi propuesto en 1904 por Édouard Louis Trouessart era un fósil de leopardo.
• Panthera hanensis, propuesta en 1908 por Paul Matschie, era una piel de leopardo de la provincia de Shaanxi.
• Felis pardus sinensis, propuesto en 1911 por un comerciante de pieles alemán, era una piel de leopardo del sur de China. 
• Panthera pardus bedfordi propuesta en 1930 por Reginald Innes Pocock era una piel de leopardo de Shaanxi.
En 2017, el “Grupo de Trabajo de Clasificación de Felinos” del “Grupo de Especialistas en Felinos” subsumió P. p. japonensis en P. p. orientalis. El resto de los sinónimos no se consideran subespecies válidas.

## Investigación genética
El análisis filogenético de muestras de leopardo del Krai de Primorie y de Corea del Norte reveló que no se pueden distinguir. Por ello, se considera muy probable que la metapoblación del leopardo de Amur se haya fragmentado hace menos de un siglo. Así, por ejemplo, el análisis filogenético de una vieja piel de leopardo de Corea del Sur reveló que se trataba de un leopardo de Amur.
El genoma mitocondrial completo de un espécimen de leopardo macho salvaje de la provincia de Shaanxi, en el centro de China, ha sido amplificado, y se descubrió que tiene 16.966 pares de bases.

## Características
El leopardo de Amur se puede diferenciar fácilmente de otras subespecies de leopardo por su pelaje grueso y de color crema pálido, especialmente en invierno, lo que le ayuda a soportar de las duras condiciones climáticas de la taiga. Las rosetas en los flancos miden 5 cm × 5 cm y están muy espaciadas, hasta a una distancia de 2,5 cm, con anillos gruesos e ininterrumpidos y centros oscurecidos. Su pelaje es bastante suave, con pelo largo y denso. La longitud del pelo en la espalda es de 20 a 25 mm en verano y de hasta 70 mm en invierno. El pelaje de invierno varía de amarillo claro a rojo amarillento denso con un tinte dorado, o amarillo rojizo oxidado. En verano, el pelaje es más brillante, con un patrón de coloración más vivo. Es relativamente pequeño en tamaño corporal con respecto a otras subespecies del leopardo, siendo los machos más grandes que hembras. Miden de 107 a 136 cm de la cabeza al origen de la cola, esta mide de 82 a 90 cm de largo, una altura hasta la cruz (la parte más alta del lomo, poco antes de comenzar el cuello) de 64 a 78 cm y un peso de 32,2 a 48 kg. Las hembras pesan entre 25 y 42,5 kg.
El leopardo del norte de China se describió por primera vez sobre la base de una sola piel, que era bronceada, de tono aleonado por encima y pálida por debajo, con grandes manchas negras redondeadas y oblongas en la espalda y las extremidades, con pequeñas manchas negras en la cabeza. Las manchas en la espalda, los hombros y los costados formaban un anillo alrededor de un punto central notable de color aleonado también. Las manchas negras en la nuca eran alargadas y las más grandes en el pecho, formaban una especie de collar bastante visible. La cola estaba manchada y tenía cuatro anillos negros cercanos a la punta.

## Distribución y hábitat
En el Lejano Oriente ruso y zonas aledañas, el leopardo de Amur habita en la actualidad en un área de unos 8.400 km² llamada región de Primorie. Esta área abarca la Península de Corea, el noroeste de China y el sureste de Rusia. La mayor parte de su territorio coincide con el del Tigre Siberiano.
Esta especie está muy bien adaptada al clima frío y a las fuertes nevadas de la región. Se ha registrado la asociación del leopardo con zonas montañosas (y laderas rocosas sin nieve orientadas al sur, en invierno). Por lo general, limita su actividad a los lugares donde viven los ciervos sika salvajes (Cervus nippon) o donde se practica la cría de ciervos. Los leopardos cruzan libremente entre Rusia, China y posiblemente Corea del Norte a través del río Tumen, no obstante, la existencia de una valla de alambre alta y larga que marca las fronteras puede dificultarles moverse entre estos países .
La primera imagen en una cámara trampa de un leopardo de Amur en el noreste de China fue tomada en 2010 en la Reserva Nacional y Natural de Hunchun, en las Montañas Changbai de las provincias de Jilin y Heilongjiang. Este hábitat consiste de bosques latifoliados (compuestos de ambientes frondosos, mayormente con árboles de hojas anchas) y bosques de coníferas a elevaciones de 600 a 1200 m, donde la temperatura media anual es de aproximadamente 1,5 °C (34,7 °F). En esta área, los leopardos fueron fotografiados repetidamente por cámaras trampa instaladas estratégicamente, en forma muy amplia y densa, entre enero de 2013 y julio de 2014, de tal manera que cubrían hasta 4.858 km².
En otras partes de China, la distribución del leopardo de Amur está fragmentada, con pequeñas poblaciones que se encuentran principalmente en reservas aisladas. En la provincia de Shanxi por ejemplo, se registraron leopardos en 16 áreas protegidas y seis reservas naturales (incluida la reserva natural nacional de Foping), en estudios donde se utilizaron cámaras trampa estratégicamente ubicadas, entre el 2007 y el 2014.

### Rango histórico
Fósiles de leopardo en el Pleistoceno han sido excavados en Japón, pero las subespecies de los fósiles no han sido identificadas todavía con certeza.
Los registros históricos indican que en el pasado el leopardo de Amur se encontraba en todo el Este de Siberia, el noreste de China, e incluso cerca de Pekín, en las montañas al noroeste de Pekín, así como en Manchuria y la Península de Corea. 
Es sabido que los leopardos de Amur solían entrar en la ciudad de Seúl hasta finales del siglo XIX. Así de abundantes solían ser. Hasta ese entonces, estos animales eran cazados sin ninguna consideración ni ley que los protegiera, por lo que en la península coreana, por sus pieles, mediante la práctica de caza indiscriminada, llegaron a una condición de existencia precaria. Fueron aun más perseguidos durante el dominio japonés de la península (1910 y 1945), donde se sabe que al menos 624 leopardos fueron cazados. En Corea del Sur, el último leopardo fue capturado en 1970, momento donde el leopardo de Amur se empieza a considerar localmente extinto en el país. Muy probablemente esa también sea el caso para Corea del Norte. 
Algunas investigaciones en el pasado propusieron que algunas de las regiones más aisladas y remotas de Corea del Norte aún podrían proporcionar un hábitat ideal para el leopardo, con amplias fuentes de presas y bosques densos y tranquilos, libres de la competencia de los tigres. Investigaciones afirman que ya para el 2021 habrían hasta unos 110 individuos en las áreas señaladas, lo que los estaría alejando del peligro de extinción.
En Rusia, su área de distribución original se redujo drásticamente durante la década de 1970 a aproximadamente el 20% del territorio original. Su límite más septentrional comenzaba en la costa del Mar de Japón a 44°N, continuando hacia el sur a una distancia de 15-30 km desde la costa, hasta los 43°10'N. Allí, su área de distribución gira bruscamente hacia el occidente y al norte de la cuenca del Río Suchán, continuando hacia el norte para abarcar el área del origen del Río Ussuri y dos de sus afluentes de la orilla derecha hacia la orilla del Lago Khanka. En la década de 1950, se observaban leopardos hasta los extremos de Rusia, a unos 50 km al norte de la ciudad de Vladivostok y en la Reserva Natural de Kedrovaya Pad.
En China, los leopardos de Amur se solían encontrar históricamente en el Khingan Menor, las montañas Changbai y las Montañas Wanda hasta la década de 1970. En las décadas siguientes, el área de distribución disminuyó gravemente a unas pocas áreas en las provincias de Jilin y Heilongjiang. Hoy en día, solo quedan poblaciones pequeñas y aisladas en el norte de China, específicamente en Jilin.

## Ecología y comportamiento

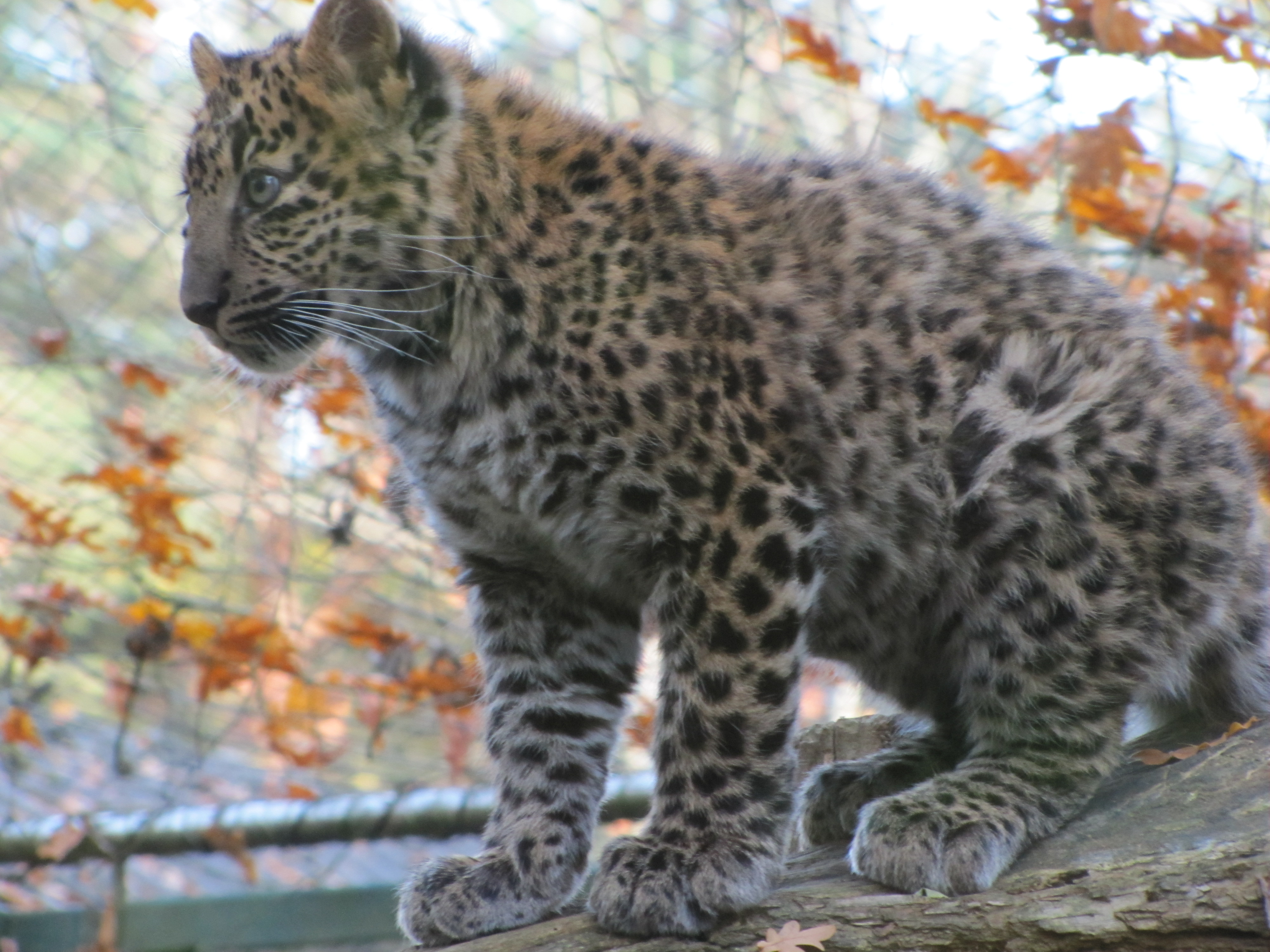
Una cría en un zoológico de Alemania

Al igual que otras subespecies de leopardo, los leopardos del Amur son solitarios, excepto cuando las hembras tienen crías. Los registros de cámaras trampa indican que son más diurnos (activos durante el día) que nocturnos, así como crepusculares (activos al amanecer y al anochecer) tanto en verano como en invierno. Este patrón de actividad coincide con los de sus presas, como el Corzo Siberiano (Capreolus pygargus), el ciervo sica de Manchuria (Cervus nippon mantchuricus) y el jabalí de Ussuri (Sus scrofa ussuricus).
Los leopardos del Amur son extremadamente conservadores en su elección de territorio. El territorio de un individuo suele estar ubicado en una cuenca fluvial que generalmente se extiende hasta los límites topográficos naturales del área. El territorio de dos individuos a veces se superpone ligeramente. Dependiendo del sexo, la edad y el tamaño de la familia, el tamaño del territorio de un individuo varía de 5.000 a 30.000 ha. Los individuos utilizan los mismos senderos de caza, rutas migratorias e incluso lugares de descanso a lo largo de muchos años. Los leopardos residen en lugares donde abundan los animales salvajes y les gusta seguir a manadas de ungulados. En la región de Ussuri, sus principales presas son el corzo siberiano, el ciervo sika de Manchuria, el wapiti de Manchuria (Cervus canadensis xanthopygus), el ciervo almizclero siberiano (Moschus moschiferus), el wapiti de Amur (Alces alces cameloides) y el jabalí de Ussuri. También caza liebres (Lepus sp.), tejones asiáticos (Meles leucurus), aves y ratones. En la Reserva Natural Kedrovaya Pad, el corzo es su principal presa durante todo el año, pero también depreda crías de oso negro asiático (Ursus thibetanus). Cuando la densidad de ungulados es baja, los leopardos extienden sus territorios de caza, que llegan hasta los 100 km².
Durante un estudio sobre leopardos del Amur con radio-collar a principios de la década de 1990, se documentó una disputa territorial entre dos machos en las cercanías de una granja de ciervos, lo que sugiere que los leopardos del Amur prefieren estas granjas para cazar. También, es frecuente encontrar leopardos hembras con crías cerca de estas granjas de ciervos. Sin duda, la gran cantidad de ciervos domesticados en estas granjas constituye una fuente fiable de alimento en épocas difíciles.
Los leopardos del Amur tienen dietas y hábitats semejantes con los tigres siberianos (Panthera tigris tigris) en zonas como las montañas Changbai, donde se han registrado leopardos a mayor altitud y a mayor distancia de asentamientos y carreteras que los tigres. Cuando la densidad de presas compartidas por tigres y leopardos es baja, los tigres pueden matar leopardos para reducir la competencia por el mismo recurso. Supuestamente, esta competencia disminuye en verano, cuando hay mayor disponibilidad de presas pequeñas. En invierno, las condiciones son menos favorables para los tigres, lo que probablemente provoca un máximo traslape del nicho trófico con los leopardos y aumenta la competencia. Los leopardos del Amur tienen un problema similar con los osos pardos de Ussuri (Ursus arctos lasiotus), pero no se han registrado interacciones entre ambas especies.

## Reproducción
Los leopardos de Amur alcanzan la madurez sexual a la edad de 2-3 años. Son capaces de reproducirse hasta los 15 años de edad. El estro les dura de 12 a 18 días y, en casos excepcionales, hasta 25 días. La gestación dura entre 90 a 105 días y suele oscilar entre los 92 a los 95 días. Un cachorro recién nacido pesa entre 500 y 700 g. Las crías abren los ojos entre el séptimo y décimo día y comienzan a gatear entre el décimo segundo y décimo quinto día. Ya al segundo mes salen de sus madrigueras y comienzan a comer carne. Los cachorros son destetados a los tres meses de edad, donde comienzan a aprender a cazar. La lactancia continúa durante otros cinco o seis meses. Los cachorros alcanzan la independencia a la edad aproximada de dos a tres años, antes de eso, permanecen con su madre, aunque hay juveniles que se independizan definitivamente cuando ella vuelve a entrar en celo. Hasta la década de 1970, los cachorros se veían en la Reserva Natural de Kedrovaya Pad y en el noreste de China, con mayor frecuencia entre finales de marzo y mayo (unos tres meses después de su nacimiento). En cautiverio algunos individuos han llegado a vivir durante 21 años. En 2011, a una hembra adulta de leopardo de Amur le fue colocado un collar de radio en las cercanías del Parque Nacional Tierra del Leopardo en el distrito de Khasansky del Primorie Krai.
Durante tres años de rastreo, la hembra adulta ocupó un área de distribución de 161,7 km², con un área central de 23,3 km². Durante el celo se movió en un área central algo más extensa, de 52,9 km². Después de parir, a finales de junio, redujo sus movimientos a un área de unos 3 km² durante un mes para cuidar mejor de sus crías, periodo en el que cambió de madriguera tres veces. A partir del otoño, comenzó gradualmente a incrementar su área de distribución. Cuando los cachorros tenían ya más de un año de edad, la familia se fue reajustando al rango de hogar inicial de 161,7 km².
Durante un censo de población en 1997, se registraron cuatro hembras con crías (un cachorro cada una). Los resultados de los estudios de radiotelemetría confirmaron que las crías permanecen con sus madres durante dos años. En la Reserva Natural de Kedrovaya Pad se observó a las crías de dos camadas diferentes con sus madres al mismo tiempo.

## Amenazas
El leopardo del Amur se encuentra amenazado por la caza furtiva, tanto de individuos que los cazan directamente o que cazan a sus presas, la pérdida de hábitat y la deforestación. Su hábitat natural se ve además amenazado por los incendios forestales y la construcción de nuevas carreteras. Debido a la existencia de un reducido número de leopardos del Amur reproductores en estado salvaje, su diversidad genética está extremadamente reducida, de tal forma que la población corre el riesgo de sufrir depresión endogámica. En 2015, se detectó un leopardo del Amur salvaje con el virus del distemper canino en el Krai de Primorie. En el futuro, debido a su reducida población, todos los ejemplares salvajes podrían llegar a ser portadores y transmisores de enfermedades domésticas y silvestres.

### Caza furtiva
La caza furtiva de leopardos del Amur es la principal amenaza para su supervivencia. A pesar de la evidencia de que comerciantes chinos compraban ilegalmente pieles de leopardo procedentes de Rusia, no se confiscaron pieles en las fronteras con China hasta 2002 y 2003, cuando se confiscaron más de siete pieles o partes de ellas (seis en Rusia y una en China) en un período de 14 meses. Los leopardos suelen ser cazados ilegalmente (el leopardo de Amur está protegido por la legislación rusa) por los habitantes de pequeñas aldeas rusas cercanas a su hábitat, que carecen de licencias de caza y de portar armas y no son miembros de ninguna de las concesiones de caza locales. En 1999, se ofrecieron pieles de leopardos cazados furtivamente por entre 500 a 1000 dólares cerca de una zona protegida de Rusia.

### Pérdida de hábitat
Los incendios provocados por el ser humano son otra de las principales amenazas para la supervivencia del leopardo del Amur. Prender fuego a los campos y sabanas es un hábito de agricultores rurales, que los inician con un propósito específico, como mejorar la fertilidad para el pastoreo del ganado, eliminar garrapatas y otros insectos, hacer visible la chatarra para facilitar su recolección, eliminar la vegetación a lo largo de las vías del tren o estimular el crecimiento de helechos. Los helechos jóvenes se venden en tiendas, sirven en restaurantes y se exportan a China como un plato popular. Estudios realizados con imágenes satelitales y técnicas de Sistema de información geográfica (SIG) revelaron que, en promedio, el 19% del suroeste de Primorie se quema anualmente, y un total del 46% se quema al menos una vez cada seis años. Debido a un largo y frecuente historial de incendios, gran parte del terreno en el suroeste de Primorie se ha convertido de bosques de coníferas (hábitat adecuado para leopardos) a paisajes abiertos de sabana con pasto, robledales y árboles aislados que los leopardos parecen evitar (probablemente debido a la baja densidad de ungulados). En el siglo XX se construyeron grandes granjas de ciervos en miles de hectáreas en terrenos del hábitat del leopardo para vender el terciopelo de las astas de ciervo a farmacias asiáticas. Sin embargo, el número de granjas de ciervos ha disminuido considerablemente desde finales de la década de 1990.

### Proyectos de desarrollo
Se desarrollaron varios planes para actividades económicas en el suroeste de Primorie que representaban una grave amenaza para la supervivencia del leopardo de Amur. La ubicación estratégica del suroeste de Primorie (cerca de los principales centros de población del Krai de Primorie, el Mar de Japón y las fronteras con Corea del Norte y China) la hace atractiva para actividades económicas, como el transporte, la industria, el turismo y el desarrollo de infraestructuras, pero en ella se han rechazado planes para construir un oleoducto desde Siberia central, a través de Primorie, hasta la costa del Mar de Japón, y para una mina de carbón a cielo abierto debido a la presión de los ambientalistas y al Ministerio de Recursos Naturales. La tala en sí no representa una amenaza tan importante, pero el uso de las redes de carreteras establecidas para el transporte de troncos desde los bosques aumenta la presión antropogénica en el hábitat desprotegido del leopardo.

### Endogamia
La endogamia potencial es considerada un grave problema. La población restante podría desaparecer como resultado de la degeneración genética, incluso sin ninguna influencia negativa humana directa. Los niveles de diversidad son notablemente bajos, lo que indica un historial de endogamia en la población durante varias generaciones o un cuello de botella poblacional. Estos niveles de reducción genética se han asociado con graves anomalías reproductivas y congénitas que dificultan la salud, la supervivencia y la reproducción de algunas (pero no todas) poblaciones pequeñas genéticamente disminuidas. La supervivencia de las crías ha disminuido con el tiempo, de 1,9 crías por hembra en 1973 a 1,7 en 1984 y 1,0 en 1991. Además de una disminución en el reemplazo natural, existe una alta probabilidad de mortalidad para todos los grupos de edad como resultado de ciertas enfermedades o del impacto humano directo.

## Conservación
Hace muy pocas décadas se pensaba que el leopardo de Amur estaba muy cerca de la extinción, ya que quedaban entre 25 y 34 especímenes en las montañas de Sijoté-Alín (Siberia, Rusia), y se consideraba que se necesitaría que hubiese al menos unos cien para evitar la extinción. Desde hace un par de años se habla ya de 40-50 ejemplares.
|                            | 2000  | 2003  | 2007  | 2013  |
| -------------------------- | ----- | ----- | ----- | ----- |
| Machos sexualmente maduros | 4—5   | 9     | 7—9   | ?     |
| Hembras con cachorros      | 1—2   | 4—5   | 4     | ?     |
| Hembras                    | 8—9   | 7     | 3—7   | ?     |
| Cachorros                  | 1—3   | 4—5   | 5—6   | 4—5   |
| No identificado            | 8—9   | 4     | 6—7   | ?     |
| Total                      | 22—28 | 28—30 | 25—34 | 48—50 |

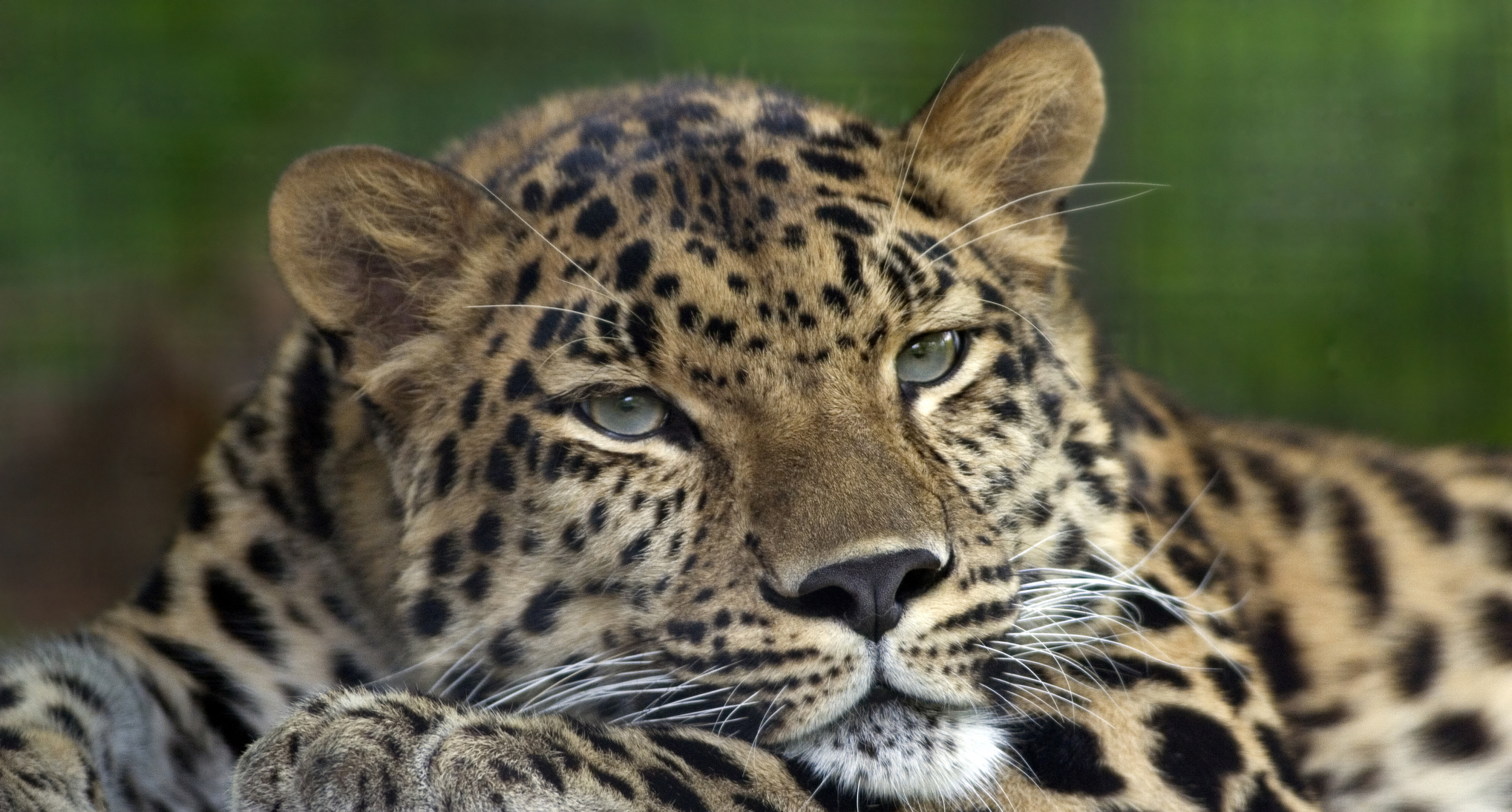
Los últimos leopardos del Amur en libertad viven en el territorio de Sijote-Alin.

Estos censos indicaban un ligero ascenso que tendía a estabilizarse, pero se pensaba que todos los avances se podían ver truncados si no se protegía la zona donde vivían por medio de un gran parque nacional o si continuaba la caza furtiva. El último caso se dio dos días después de que se diera a conocer en el censo de 2007 que una de las siete hembras adultas que no eran acompañadas por crías fue encontrada muerta por un disparo.
Se pensaba que podían quedar algunos individuos en la meseta de Kaema y Baekdusan, en Corea del Norte, pero se desconocía la situación de la especie en esa región. La destrucción de su hábitat y el comercio de pieles habían reducido la cantidad de leopardos del Amur de modo espectacular, hasta el punto de haberse convertido en el felino más raro del planeta. Se creía que también los cazadores furtivos (interesados en la piel y la carne del animal) habían contribuido al descenso en el número de animales, aunque no existían pruebas sólidas que lo demostrasen.
El leopardo de Amur está incluido en el Apéndice I de la CITES. Se afirma que necesita mayor protección contra el comercio ilegal de pieles y huesos. En 2001, se celebró una reunión en Vladivostok con el objetivo de elaborar y planificar recomendaciones y actividades de gestión, para garantizar la recuperación y la supervivencia de la población silvestre de leopardo de Amur en los países del área de distribución. Los participantes chinos anunciaron la creación de una nueva área protegida en la provincia de Jilin, la Reserva Natural de Hunchun. Desde 2014, biólogos rusos y chinos colaboran en el monitoreo transfronterizo de la población de leopardo de Amur.
La Alianza del Leopardo y el Tigre de Amur (ALTA) es una iniciativa de organizaciones conservacionistas rusas y occidentales para conservar el leopardo y el tigre de Amur y asegurar el futuro promisor de ambas especies en el Lejano Oriente ruso y el noreste de China. ALTA opera en el noreste asiático bajo el principio rector de que solo las acciones de conservación cooperativas y coordinadas de todas las partes interesadas, pueden salvar de la extinción a estas poblaciones en peligro de extinción. ALTA trabaja en estrecha colaboración con organizaciones gubernamentales y no gubernamentales locales, regionales y federales para proteger la riqueza biológica de la región mediante la conservación, el desarrollo sostenible y la participación de la comunidad local. El Fondo Phoenix y la Sociedad para la Conservación de la Vida Silvestre proporcionan un marco local para la implementación de los proyectos de ALTA, en estrecha colaboración con numerosas agencias rusas y chinas. En cuanto a la conservación de los leopardos, ALTA busca retener una población de leopardos de 35 hembras adultas (algo más de 100 en total) en el suroeste de Primorie y la región fronteriza entre Jilin y Heilongjiang; y crear una segunda población de 20 hembras adultas (60 adultos en total) en la antigua área de distribución del leopardo. Los proyectos de conservación del leopardo incluyen:
- Cuatro equipos anticaza furtiva con un total de 15 miembros en el área de distribución del leopardo.
- Un grupo de trabajo especial compuesto por la policía local y equipos anticaza furtivos, liderado por el fiscal de Khasan.
- Monitoreo de la población de leopardos mediante recuentos de huellas en la nieve y con cámaras trampa.
- Monitoreo y análisis del impacto de los incendios en el hábitat del leopardo y la eficacia de la lucha contra incendios.
- Evaluación del hábitat con técnicas de sistemas de información geográfica (SIG): evaluación del papel de la calidad del hábitat, la propiedad y el uso de la tierra, el estado de protección, los asentamientos, las granjas de ciervos, las carreteras y los asentamientos humanos mediante el uso de datos de monitoreo e imágenes satelitales.

- Desarrollo de planes de uso del suelo que consideren las necesidades futuras de los leopardos.
- Apoyo a las áreas protegidas en el área de distribución del leopardo.
- Compensación por la muerte de ganado por leopardos y tigres.
- Un programa educativo integral para escolares y estudiantes en el área de distribución del leopardo.
- Apoyo a los permisos de caza y un programa de recuperación de ungulados.
- Campaña mediática para crear conciencia sobre la difícil situación del leopardo.
- Apoyo y asistencia técnica para la nueva Reserva Natural  de Hunchun en China, que limita con el área de distribución del leopardo en Rusia.
- Un oleoducto que se planeaba construir a través del hábitat del leopardo, fue desviado tras una campaña de muchos conservacionistas.

## Reintroducción en la naturaleza
Desde 1996, los miembros de ALTA han debatido la idea de reintroducir leopardos al sur de la cordillera de Sijoté-Alín. Durante un taller en 2001, se elaboraron las líneas generales y los principios de un plan para el desarrollo de una segunda población de leopardo del Amur en el Lejano Oriente ruso. Para que la reintroducción tuviera éxito, era necesario estudiar las causas de la desaparición de los leopardos del sur de Sijoté-Alín a mediados del siglo XX. Se recomendó evaluar las causas de las extinciones localizadas, obtener el apoyo de la población local, aumentar las presas en las zonas propuestas para la reintroducción, garantizar las condiciones propicias para la reintroducción en el área seleccionada y asegurar la supervivencia de la población existente. Existen dos fuentes de leopardos para la reintroducción: los nacidos y criados en zoológicos y los criados en un centro especial de reintroducción que han pasado por un programa de rehabilitación para su vida en la naturaleza.
Para una reintroducción exitosa, es evidente que el diseño del centro de cría y liberación (y la gestión de los leopardos en su interior) debe centrarse en superar las dificultades que impone el origen cautivo de los felinos. Se deben adquirir dos comportamientos esenciales antes de la liberación: El aprendizaje para caza y el sacrificio de presas naturales vivas, e igualmente importante: La evitación del contacto con humanos y tigres. Durante una reunión con Vladimir Putin en marzo de 2009, el Ministro de Recursos Naturales de Rusia, aseguró que el ministerio planea reintroducir leopardos en la zona, así como crear un hábitat adecuado y seguro. También afirmó que el gobierno ya había asignado todos los fondos necesarios para el proyecto.
Se identificaron posibles sitios de reintroducción (parcelas contiguas de hábitat preferente) en el sur de Sijoté-Alín. Tres zonas de hábitat costero potencial podrían albergar una población de aproximadamente 72 leopardos adultos (superando el mínimo de 50 individuos necesario para una población autosuficiente).

## En cautiverio
En 1961 se estableció un programa de cría en cautiverio para el leopardo de Amur a partir de nueve ejemplares nacidos en libertad. Un estudio genético molecular reveló que al menos dos ejemplares fundadores del pedigrí en cautiverio presentaban información genética que no concuerda con la de ningún leopardo de Amur nacido en libertad. Tanto las poblaciones de zoológicos estadounidenses como las europeas incluyen la contribución de genes de un macho fundador de una subespecie diferente de leopardo. La estrategia del Programa Europeo de Especies en Peligro de Extinción (PEPE) ha sido minimizar su contribución y mantener la diversidad genética de la población cautiva. En diciembre de 2011, se mantenían 173 leopardos de Amur en cautiverio en zoológicos de todo el mundo. Dentro del PEPE, se mantienen 54 machos, 40 hembras y 7 ejemplares juveniles sin sexar. En zoológicos estadounidenses y canadienses, otros 31 machos y 41 hembras se mantienen dentro del Programa de Gestión de Poblaciones.

## En los medios de comunicación
El documental de Animal Planet El último leopardo (2008), trata sobre la difícil situación de los leopardos del Amur en Rusia. La serie de televisión Rusia salvaje mostró aspectos de la vida de los leopardos en estas áreas remotas. En el episodio Bosques de temporada de Planet Earth aparecieron una leopardo hembra y su cachorro.